# WT-4

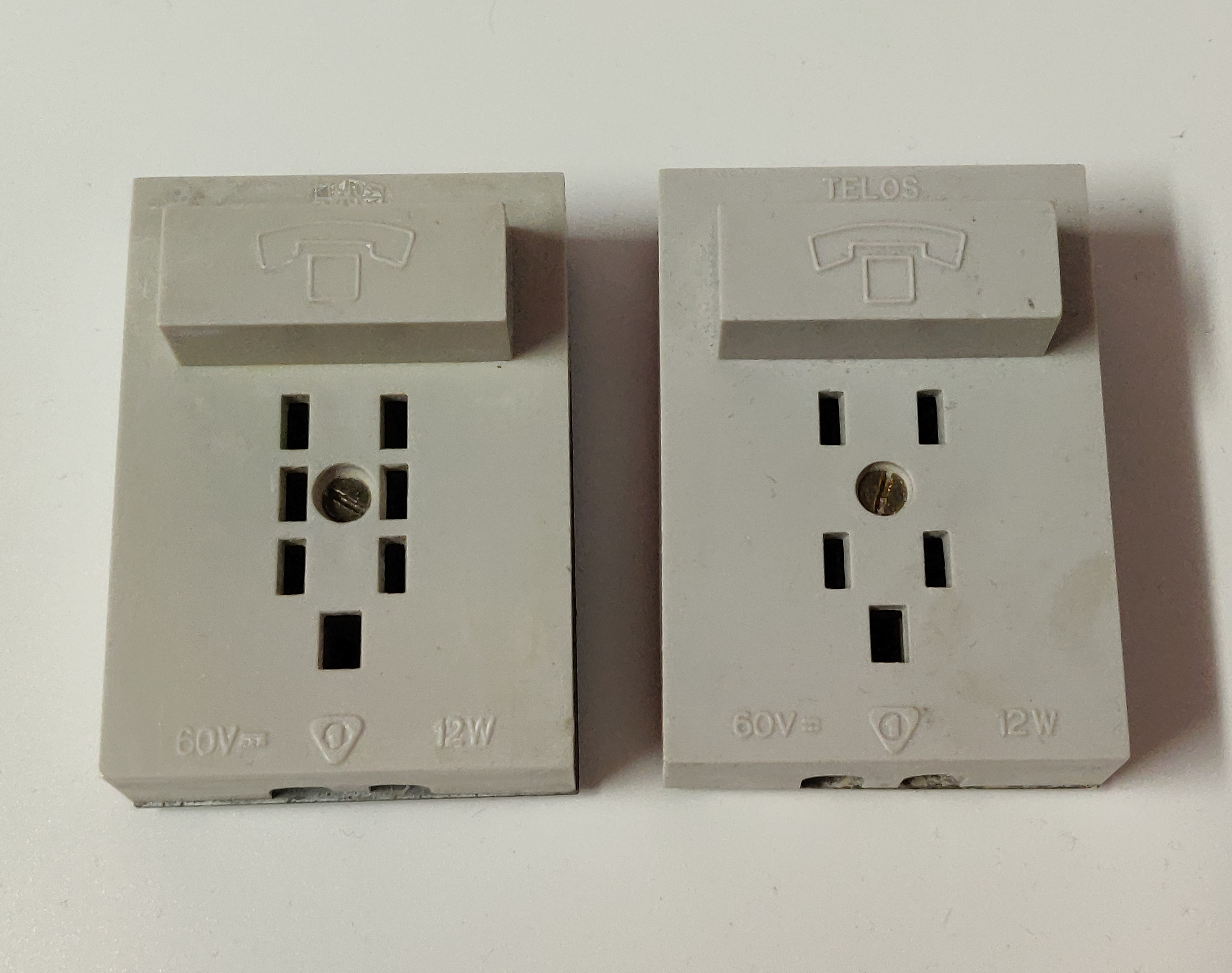
Gniazda telefoniczne GTN-6 (po lewej) i GTN-4 (po prawej) produkcji Telos-Kraków.

WT-4 (w ZSRR przyjęte pod nazwą РТШ(К)-4 «розетка телефонная штепсельная с конденсатором 4-контактная») – polski wtyk telefoniczny służący do podłączania aparatów abonenckich do linii. Wprowadzony w drugiej połowie XX wieku i zaadaptowany w krajach bloku wschodniego jako standard. Obecnie wyparty przez RJ-11. Gniazda oznaczano symbolem GTN-4.
Złącze WT-4 posiada 4 piny oraz dodatkowy plastikowy kołek, który uniemożliwia odwrotne wsunięcie wtyku oraz odłącza od linii umieszczony w obudowie gniazda kondensator o pojemności 1μF. Kondensator ten symuluje aparat telefoniczny z odłożoną słuchawką, dzięki czemu możliwe jest testowanie ciągłości linii nawet w przypadku, gdy abonent nie posiada żadnego przyłączonego telefonu. W połowie lat 90. XX wieku zaczęto rezygnować z ich montażu, często wykorzystując klasyczny kształt gniazdka do montażu dodatkowego złącza RJ-11.
| Numer pinu | Funkcja                          | Uwagi                                                                                        |
| ---------- | -------------------------------- | -------------------------------------------------------------------------------------------- |
| 3          | Linia telefoniczna – żyła a      |                                                                                              |
| 4          | We wtyczce zmostkowany z pinem 5 | Wykorzystywany do podłączenia dodatkowego dzwonka ściennego po usunięciu zwory we wtyczce    |
| 5          | Linia telefoniczna – żyła b      |                                                                                              |
| 6          | Uziemienie                       | Wykorzystywane w aparatach z przyciskami uziemiającymi przy pracy z centralkami wewnętrznymi |

Istniała także rzadko spotykana wersja 6-pinowa o oznaczeniu WT-6. Dodatkowe bolce (o brakujących numerach 1 i 2) znajdowały się pomiędzy obecnymi 3 i 5 oraz 4 i 6. Wykorzystywane były one do podłączenia dodatkowego zasilania dla wybranych modeli aparatów z podświetlaną tarczą numerową oraz w zaawansowanych instalacjach wewnętrznych.

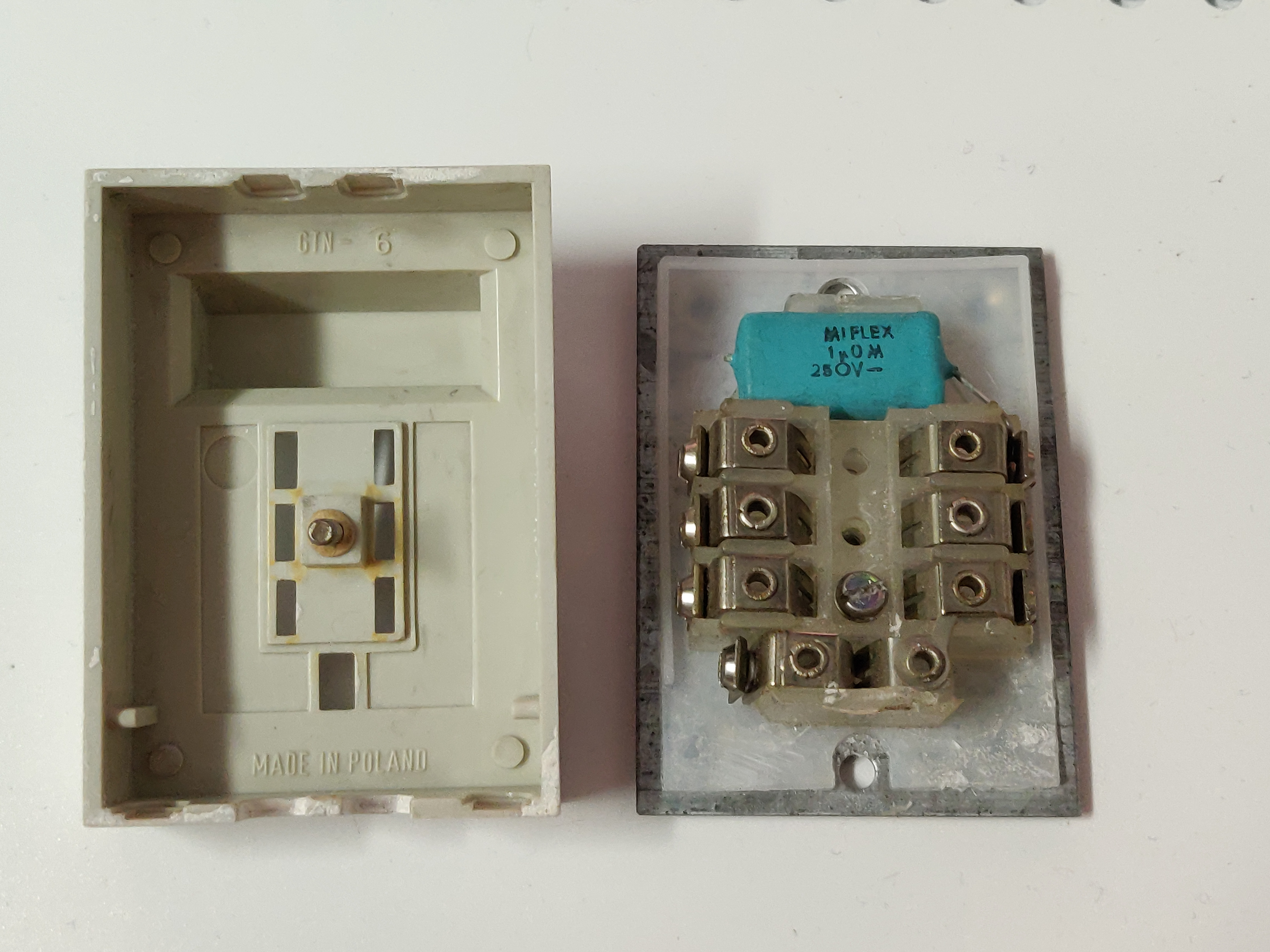
Wnętrze gniazda GTN-6 – widoczny kondensator 1μF

## Zobacz też

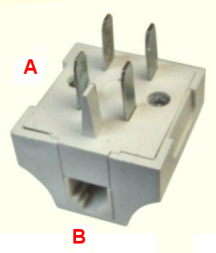
Wtyk WT-4 (A) z adapterem do wtyku RJ-11 (B)

## Źródła
- Biuletyn Informacyjny Teleelektroniki, nr 2 / 1974
- Schemat telefonu Aster (prod. Radomska Wytwórnia Telefoniczna)
- Schemat telefonu CB-662 z podświetlaną tarczą